# Mikel Landa
Mikel Landa Meana (* 13. Dezember 1989 in Murgia) ist ein spanischer Radrennfahrer, dessen größte Erfolge drei Etappensiege und der dritte Gesamtrang beim Giro d’Italia 2015 und 2022 sowie ein Etappensieg bei der Vuelta a España 2015 sind.

## Karriere
Mikel Landa begann seine Karriere beim Amateur Club Naturgas Energía, der wie das damalige Euskaltel Euskadi Team Teil der Fundación Euskadi war. Nach einer sieglosen Saison 2008 machte er 2009 mit ersten Erfolgen bei kleineren spanischen Rennen auf sich aufmerksam und wurde 2010 ins UCI Continental Team Orbea aufgenommen. Nach dem 25. Gesamtrang bei der Burgos-Rundfahrt verlängerte er seinen Vertrag mit der Fundación Euskadi, stieg jedoch mit dem Jahr 2011 zum UCI WorldTeam Euskaltel Euskadi auf. Zuvor belegte er für die spanische Nationalmannschaft den fünften Gesamtrang bei der Tour de l’Avenir und wurde 18. im U23 Straßenrennen der UCI Straßenradsport-Weltmeisterschaften in Geelong.

### Aufstieg in die UCI WorldTour
Im Jahr 2011 bestritt Mikel Landa seine ersten UCI-WorldTour-Rennen und gewann die Bergankunft bei den Lagunas de Neila und zugleich die Bergwertung der Burgos-Rundfahrt. Mit der Lombardei-Rundfahrt startete er bei seinem ersten Monument des Radsports, erreichte das Ziel jedoch nicht. Im Jahr 2012 wurde er Zweiter des Gran Premio Miguel Induráin und startete bei seiner ersten Vuelta a España, die er auf dem 69. Gesamtrang beendete. Nachdem das Team Euskaltel Euskadi, für das er auch seine zweite Spanien-Rundfahrt bestritt, mit Ende des Jahres 2013 eingestellt wurde, wechselte er zum Astana Pro Team, wo er im Jahr 2014 beim Giro del Trentino die Abschlussetappe auf dem Monte Bondone gewann. Zudem startete beim Giro d’Italia und der Vuelta a España, die er auf den Plätzen 34 und 28 beendete.
Im Jahr 2015 gewann Mikel Landa eine Etappe der Baskenland-Rundfahrt und wurde Gesamtzweiter des Giro del Trentino, ehe er als Helfer für Fabio Aru an den Start des Giro d’Italia ging. Bereits in der ersten Woche erwies sich der Baske jedoch als ebenbürtig, wenngleich er im Zeitfahren der 14. Etappe auf den siebten Gesamtrang abrutschte. Im Anschluss gewann er zwei Etappen und lag zeitweise auf dem zweiten Gesamtrang vor Fabio Aru. Die sportliche Leitung beharrte jedoch auf der Kapitänsrolle von Fabio Aru, der den Giro d’Italia schlussendlich vor Mikel Landa auf Rang zwei beendete. Im Spätsommer bestritt Mikel Landa auch die Vuelta a España gemeinsam mit Fabio Aru, verlor jedoch bereits auf den ersten Etappen viel Zeit in der Gesamtwertung. Entgegen den Anweisungen seiner sportlichen Leitung ging Mikel Landa auf der 11. Etappe in die Fluchtgruppe und gewann die Bergankunft in Andorra. Später verhalf er seinem Teamkollegen zum Gesamtsieg und spielte eine wichtige Rolle auf der vorletzten Etappe, auf der Fabio Aru das Rote Trikot übernahm. Wenige Tage nach dem Ende der Spanien-Rundfahrt gab Mikel Landa seinen Wechsel zum britischen Team Sky bekannt.

### Wechsel zum Team Sky

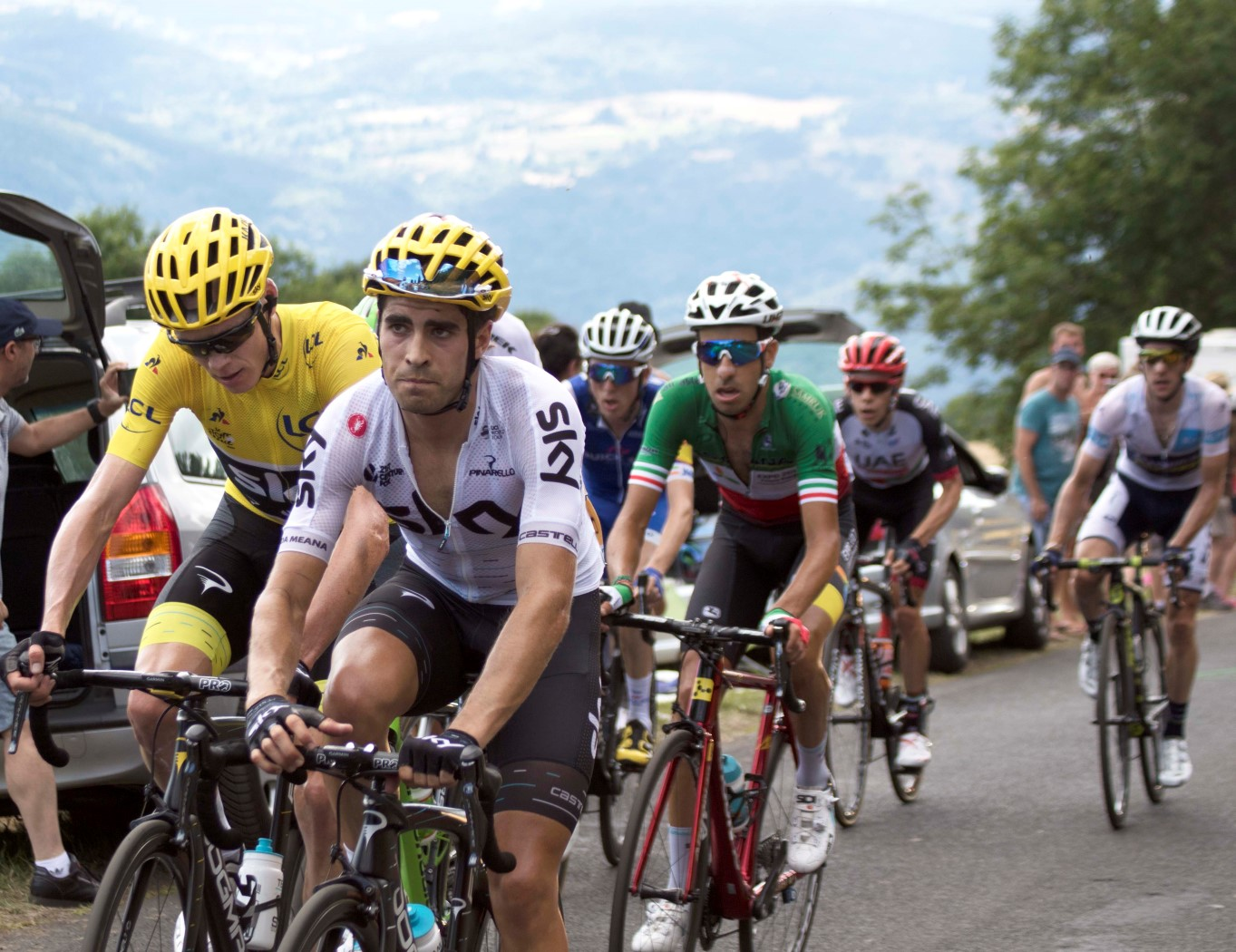
Mikel Landa (erste Position) bei der Tour de France 2017

Nach einem Etappensieg bei der Baskenland-Rundfahrt und dem Gesamtsieg beim Giro del Trentino, wo er auch eine Etappe und die Bergwertung für sich entschied, startete Mikel Landa den Giro d’Italia 2016 als Kapitän des Team Sky. Nach der ersten Woche lag er auf dem achten Gesamtrang, ehe er die Rundfahrt aufgrund eines Sturzes auf der 10. Etappe verlassen musste. Beim Critérium du Dauphiné fuhr er als Helfer für Chris Froome, den er wenige Wochen später auch bei seinem dritten Tour-de-France-Sieg unterstützte. Mikel Landa beendete die Tour de France 2016 auf dem 35. Gesamtrang.
Im Jahr 2017 konnte Mikel Landa im Frühjahr nicht an die Erfolge der vergangenen Jahre anschließen und musste sich die Kapitänsrolle beim Giro d’Italia mit dem Briten Geraint Thomas teilen. Auf der 9. Etappe kamen beide zu Sturz, als das Fahrerfeld mit einem Begleitmotorrad touchierte und Mikel Landa verlor rund 30 Minuten, wodurch er im Gesamtklassement keine Rolle mehr spielte. Auf den nachfolgenden Etappen ging der Baske vermehrt in die Ausreißergruppen und gewann die 19. Etappe in Piancavallo sowie die Bergwertung. Nach Platz zwei bei den spanischen Zeitfahrmeisterschaften ging er erneut als wichtiger Helfer für Chris Froome bei der Tour de France 2017 an den Start und belegte selbst den vierten Gesamtrang, wobei ihm nur eine Sekunde auf den drittplatzierten Romain Bardet fehlte. Am Ende der Saison gewann er bei der Burgos-Rundfahrt die Gesamtwertung, Punktewertung und Bergwertung, sowie zwei Etappen.

### Wechsel zum Movistar Team

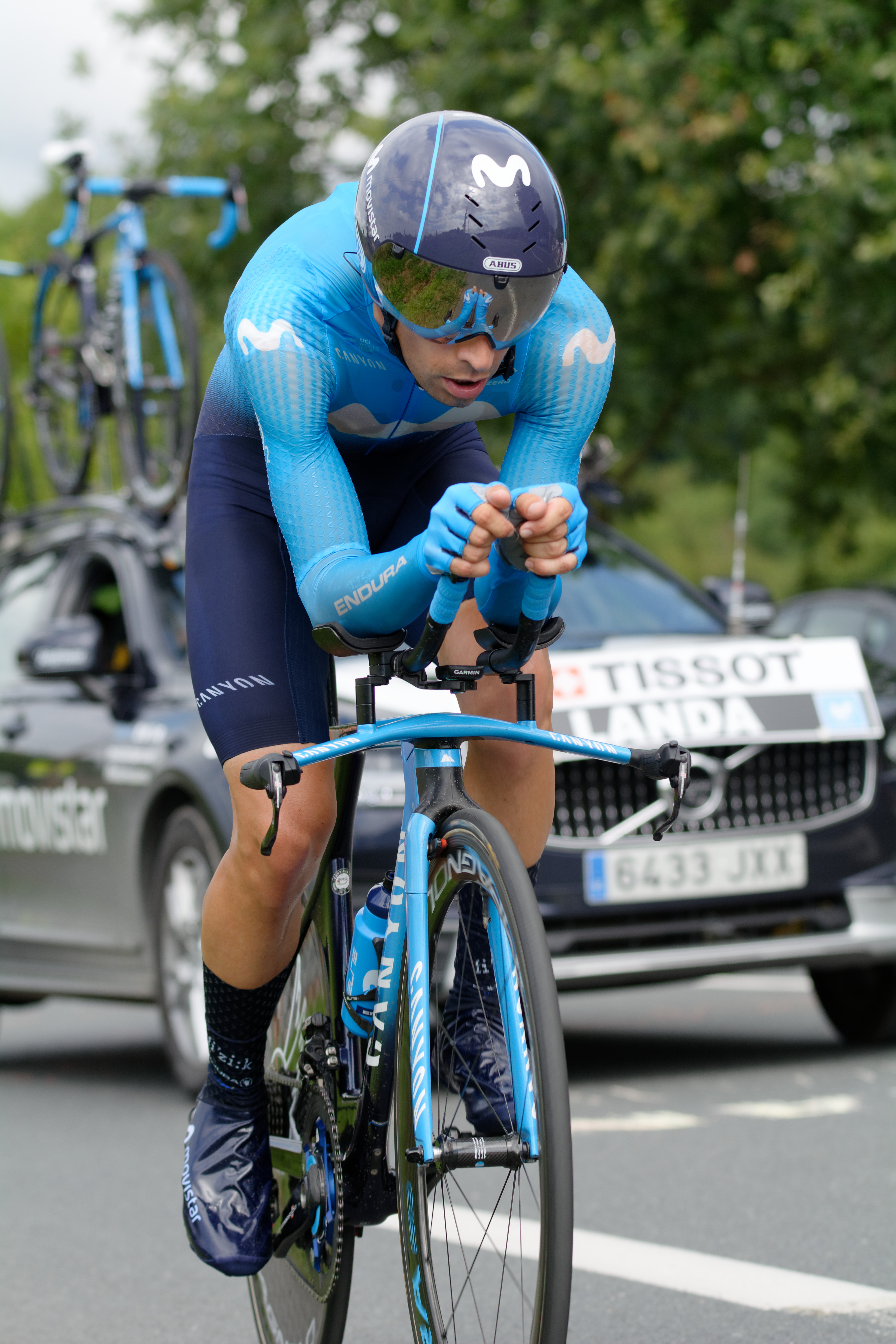
Mikel Landa bei der Tour de France 2018

Nach zwei Jahren beim Team Sky wechselte Mikel Landa mit dem Jahr 2018 zum spanischen Movistar Team und bildete dort gemeinsam mit Nairo Quintana und Alejandro Valverde eine Dreierspitze, die seinen ehemaligen Teamkollegen Chris Froome bei der Tour de France herausforderte. Nach guten Resultaten im Frühjahr und einem Etappensieg bei der Bergankunft von Tirreno–Adriatico, bestritt Mikel Landa die Ardennen-Klassiker, ehe er die Tour de Suisse in Vorbereitung auf die Frankreich-Rundfahrt bestritt. Bei der Tour de France 2018 ging er als Mitfavorit an den Start und belegte schlussendlich als bester Fahrer seiner neuen Mannschaft den siebten Gesamtrang. Wenige Wochen später war er bei der Clásica San Sebastián in einen Massensturz verwickelt und erlitt schwere Verletzungen an der Wirbelsäule.
Im Frühjahr des Jahres 2019 gewann er eine Etappe der Settimana Internazionale Coppi e Bartali und zeigte mit Platz sieben beim Klassiker Lüttich–Bastogne–Lüttich auf. Im Anschluss ging er als Kapitän beim Giro d’Italia an den Start, verlor jedoch bereits früh viel Zeit. In den Alpen konnte er sich zwar auf den dritten Gesamtrang verbessern, ehe er im Abschlusszeitfahren von Primož Roglič vom Podium verdrängt wurde. Bei der Tour de France war er wieder Teil der Dreierspitze und erzielte als Gesamtsechster erneut das beste Ergebnis.

### Wechsel zu Bahrain-McLaren
Im Jahr 2020 wechselte Mikel Landa zum Team Bahrain-McLaren, das später seinen Namen auf Bahrain Victorious änderte. Vor der COVID-19-Pandemie bedingten Rennpause wurde er Dritter bei der Andalusien-Rundfahrt. Ende Juli stieg er in den alternativen Rennkalender der UCI ein und bestritt die Burgos-Rundfahrt, wo er neben Platz zwei in der Gesamtwertung die Punktewertung gewann. Nach dem Critérium du Dauphiné startete er als Kapitän in die Tour de France 2020 und beendete diese auf dem vierten Gesamtrang. Bei den anschließenden Straßenradsport-Weltmeisterschaften in Imola belegte er den 16. Rang, ehe er mit dem Flèche Wallonne und Lüttich–Bastogne–Lüttich seine Saison beendete.
Nach den Erfolgen der Vorjahre lief die Saison 2021 eher durchwachsen. Nach einem soliden Frühjahr musste Mikel Landa den Giro d’Italia 2021 bereits auf der 5. Etappe verlassen. Der mittlerweile 31-jährige Baske zog sich bei einem Sturz Brüche des Schlüsselbeins und der Rippen zu. Gegen Ende der Saison gewann er die Burgos-Rundfahrt, stieg jedoch auf der 17. Etappe der Vuelta a España vorzeitig vom Rad. Im Jahr 2022 stand Mikel Landa mit Platz drei bei Tirreno–Adriatico im Vorfeld des Giro d’Italia nur einmal auf dem Podium eines Etappenrennens. Dafür zeigte er sich während der Italien-Rundfahrt in guter Form und rückte nach dem Ausscheiden von João Almeida in der letzten Woche auch den dritten Gesamtrang vor, den er bis zum Ende der Rundfahrt verteidigte. Bei der Vuelta a España 2022 wurde er 15., ehe er mit Platz drei bei der Lombardei-Rundfahrt erstmals am Podium eines Klassikers stand.
In der Saison 2023 präsentierte sich Mikel Landa im Frühjahr erneut als solider Gesamtklassement-Fahrer und fuhr bei der Valencia-Rundfahrt, Andalusien-Rundfahrt, Tirreno–Adriatico, Katalonien-Rundfahrt und Baskenland-Rundfahrt in die Top 10. Im Anschluss wurde er Dritter beim Flèche Wallonne 2023, der auf der berüchtigten Mur de Huy zu Ende ging. Nach dem Critérium du Dauphiné startete er bei seiner sechsten Tour de France, deren Auftakt in seiner Heimat im Baskenland stattfand. Bereits auf den ersten Etappen verlor Mikel Landa jedoch viel Zeit und belegte schlussendlich den 19. Gesamtrang. Nach Platz 17 bei der Clásica San Sebastián wurde bekannt, dass Mikel Landa ab der Saison 2024 für das belgische Team Soudal Quick-Step starten würde, um Remco Evenepoel zu unterstützen. Am Ende der Saison fuhr er mit dem 5. Gesamtrang seine bislang beste Platzierung bei der Vuelta a España ein.

### Wechsel zu Soudal Quick-Step
Nachdem Mikel Landa seinem Teamkollegen Remco Evenepoel bei dessen Gesamtsieg bei der Algarve-Rundfahrt unterstützt hatte, ging er bei der Katalonien-Rundfahrt an den Start, wo er hinter Tadej Pogačar Zweiter der Gesamtwertung wurde. Bei der Baskenland-Rundfahrt kam er auf der fünften Etappe zu Sturz und brach sich das Schlüsselbein. Nach seiner Genesung kehrte er beim Critérium du Dauphiné ins Fahrerfeld zurück, ehe er Remco Evenepoel zu dessen ersten Podestplatz bei der Tour de France verhalf. Landa selbst belegte den fünften Gesamtrang. Am Ende der Saison fuhr er als Achter auch in die Top 10 der Vuelta a España.
Auf der 1. Etappe des Giro d’Italia 2025 stürzte Landa schwer. In der letzten Abfahrt gehörte er der Gruppe der Führenden an. Am Schluss der Abfahrt, rund fünf Kilometer vor dem Ziel, stürzte er in einer Kurve über die Gehsteigkante und zog sich eine Wirbelfraktur zu. Er konnte das Krankenhaus nach zwei Tagen verlassen, rechnete aber mit einer längeren Regeneration. Im August kehrte Mikel Landa bei der Burgos-Rundfahrt ins Renngeschehen zurück, wobei er im Vorfeld der Vuelta a España den 18. Gesamtrang belegte.

## Erfolge
2011

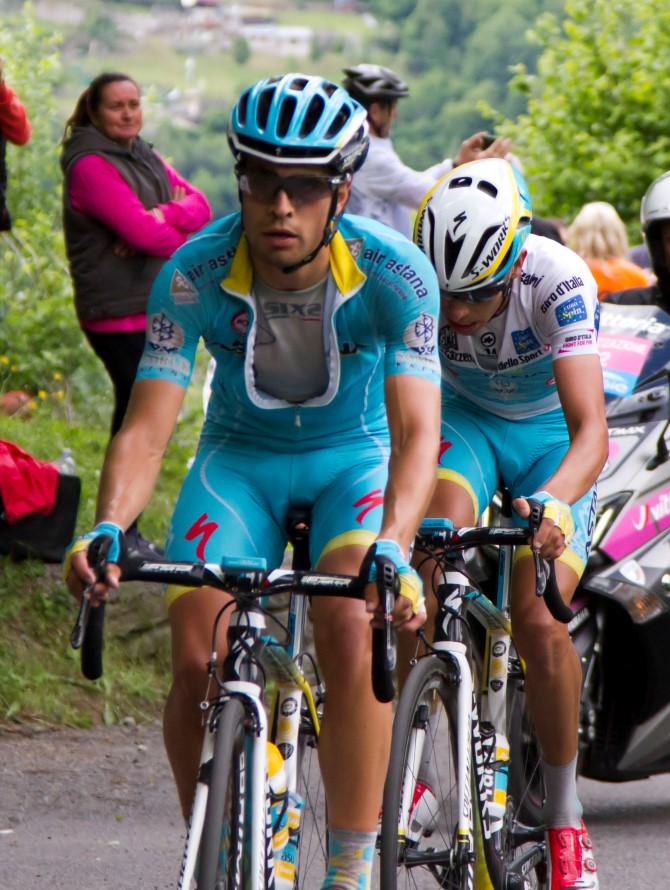
Mikel Landa (vorne) und Fabio Aru (hinten) beim Giro d’Italia 2015

- eine Etappe und Bergwertung Burgos-Rundfahrt

2014
- eine Etappe Giro del Trentino

2015
- eine Etappe Vuelta Ciclista al País Vasco
- zwei Etappen Giro d’Italia
- Mannschaftszeitfahren Burgos-Rundfahrt
- eine Etappe Vuelta a España

2016
- eine Etappe Vuelta Ciclista al País Vasco
- Gesamtwertung, eine Etappe und Bergwertung Giro del Trentino

2017
- eine Etappe und  Bergwertung Giro d’Italia
- Spanische Meisterschaft – Einzelzeitfahren
- Gesamtwertung, zwei Etappen, Punktewertung und Bergwertung Burgos-Rundfahrt

2018
- eine Etappe Tirreno–Adriatico

2019
- eine Etappe Settimana Internazionale

2020
- Punktewertung Burgos-Rundfahrt

2021
- Gesamtwertung Burgos-Rundfahrt

## Wichtige Platzierungen
| Grand Tour            | 2011 | 2012 | 2013 | 2014 | 2015 | 2016 | 2017 | 2018 | 2019 | 2020 | 2021 | 2022 | 2023 | 2024 | 2025 |
| --------------------- | ---- | ---- | ---- | ---- | ---- | ---- | ---- | ---- | ---- | ---- | ---- | ---- | ---- | ---- | ---- |
| Giro d’ItaliaGiro     | –    | –    | –    | 34   | 3    | DNF  | 16   | –    | 4    | –    | DNF  | 3    | –    | –    | DNF  |
| Tour de FranceTour    | –    | –    | –    | –    | –    | 35   | 4    | 7    | 6    | 4    | –    | –    | 19   | 5    | –    |
| Vuelta a EspañaVuelta | –    | 69   | 39   | 28   | 25   | –    | –    | –    | –    | –    | DNF  | 15   | 5    | 8    |      |

| Monument                 | 2011 | 2012 | 2013 | 2014 | 2015 | 2016 | 2017 | 2018 | 2019 | 2020 | 2021 | 2022 | 2023 | 2024 | 2025 |
| ------------------------ | ---- | ---- | ---- | ---- | ---- | ---- | ---- | ---- | ---- | ---- | ---- | ---- | ---- | ---- | ---- |
| Mailand–Sanremo          | –    | 133  | –    | –    | –    | –    | –    | –    | 147  | –    | –    | –    | –    | –    | –    |
| Flandern-Rundfahrt       | –    | –    | –    | –    | –    | –    | –    | –    | –    | –    | –    | –    | –    | –    | –    |
| Paris–Roubaix            | –    | –    | –    | –    | –    | –    | –    | –    | –    | –    | –    | –    | –    | –    | –    |
| Lüttich–Bastogne–Lüttich | –    | –    | –    | –    | –    | –    | –    | 59   | 7    | DNF  | –    | 42   | DNF  | –    | –    |
| Lombardei-Rundfahrt      | DNF  | DNF  | 21   | DNF  | 29   | DNF  | DNF  | –    | DNF  | –    | DNF  | 3    | DNF  | –    |      |